# Lista de alcaides de Tavira
Lista dos alcaides-mores de Tavira conhecidos, de acordo com 
.
| Início - Fim  | Nome                                    |
| ------------- | --------------------------------------- |
| ? - 1290      | Pêro Anes Galvão                        |
| 1290 - 1324   | Nuno Pires                              |
| 1324 - 1367   | Vasco Gonçalves                         |
| 1367 - 1373   | Gomes Lourenço de Avelar                |
| 1373 - 1377   | Martim Garcia                           |
| 1377 - 1415?  | Rodrigo Afonso de Aragão                |
| ?1415 - ?1443 | Vasco Anes Corte-Real                   |
| 1443 - 1449   | Fernão Martins do Carvalhal             |
| 1449 - 1457   | João Fernandes da Arca                  |
| 1457 - ?      | Rodrigo Fernandes da Arca               |
| ? - 1498      | Álvaro da Cunha de Melo                 |
| 1498 - 1537   | Vasco Anes Corte-Real (II)              |
| 1537 - 1561   | Bernardo Corte-Real                     |
| 1561 - 1582   | Martim Correia da Silva (I)             |
| 1582 - 1637   | Henrique Correia da Silva (I)           |
| 1637 - 1658   | Martim Correia da Silva (II)            |
| 1658 - 1698   | Henrique Correia da Silva (II)          |
| 1698 - 1710   | Simão Correia da Silva                  |
| 1710 - 1745   | Manuel Inácio da Cunha Meneses e Távora |
| 1745 - 1776   | José Felix da Cunha Meneses             |
| 1776 - 1802   | cargo vago                              |
| 1802 - 1804   | José Alberto Leitão                     |
| 1804 - 1816   | António Leitão Manso de Lima Falcão     |